# Platisus zelandicus
Platisus zelandicus is een keversoort uit de familie platte schorskevers (Cucujidae). De wetenschappelijke naam van de soort werd in 2001 gepubliceerd door Marris & Klimaszewski.